# 药学博物馆 (利沃夫)
药学博物馆（drugsrore-mesuem）是乌克兰利沃夫的一处药房兼博物馆（二合一）。它开业于1966年，设于集市广场转角的一座老药房建筑内。它是利沃夫现存最古老的药房。博物馆由16个房间组成，陈列古董级的制药设备、处方、药品、菜肴、一个药学相关书籍的图书馆，甚至还有一个重建的炼金术作坊。

## 历史
这家药店由军队药剂师威廉·纳托普于1735年创办，被称为“黑鹰之下”。